# Вільяр-де-ла-Енсіна
Вільяр-де-ла-Енсіна (ісп. Villar de la Encina) — муніципалітет в Іспанії, у складі автономної спільноти Кастилія-Ла-Манча, у провінції Куенка. Населення — 171 особа (2010).
Муніципалітет розташований на відстані близько 130 км на південний схід від Мадрида, 60 км на південний захід від Куенки.

## Демографія
Динаміка населення (INE ):